# Ian Raby
Ian Ewart Raby (Woolwich, 22 settembre 1921 – Lambeth, 7 novembre 1967) è stato un pilota automobilistico britannico.
Partecipò a 7 Gran Premi in Formula 1 tra il 1963 ed il 1965, riuscendo a qualificarsi solo in 3 occasioni. Morì in seguito alle ferite riportate in una gara di Formula 2 a Zandvoort.

## Carriera
Raby iniziò a correre attorno alla metà degli anni cinquanta in Formula 3, costruendosi egli stesso la propria vettura. Successivamente si è dedicato a gare a ruote coperte, condividendo, tra l'altro, la propria vettura con Jack Brabham alla 24 Ore di Le Mans del 1957.
Nel 1959 tornò a guidare monoposto, correndo in Formula Libre e Formula Junior. Nel 1963 fece poi il suo debutto in Formula 1, categoria nel quale non ottenne mai, però, buoni risultati. Al contrario ottenne un certo successo nelle gare di Formula 2, ma fu protagonista di un grave incidente al Circuito di Zandvoort e morì il 7 novembre 1967 nel quartiere londinese di Lambeth.

## Risultati in Formula 1
| 1963 | Scuderia       | Vettura |  |  |  |  |     |    |    |  |  |  |  | Punti | Pos. |
| ---- | -------------- | ------- |  |  |  |  | --- | -- | -- |  |  |  |  | ----- | ---- |
| 1963 | Pilota privato | Gilby   |  |  |  |  | Rit | NQ | NQ |  |  |  |  | 0     |      |

| 1964 | Scuderia       | Vettura     |  |  |  |  |     |  |  |    |  |  |  | Punti | Pos. |
| ---- | -------------- | ----------- |  |  |  |  | --- |  |  | -- |  |  |  | ----- | ---- |
| 1964 | Pilota privato | Brabham BT3 |  |  |  |  | Rit |  |  | NQ |  |  |  | 0     |      |

| 1965 | Scuderia       | Vettura     |  |  |  |  |    |  |    |  |  |  |  | Punti | Pos. |
| ---- | -------------- | ----------- |  |  |  |  | -- |  | -- |  |  |  |  | ----- | ---- |
| 1965 | Pilota privato | Brabham BT3 |  |  |  |  | 11 |  | NQ |  |  |  |  | 0     |      |

| Legenda | 1º posto     | 2º posto | 3º posto    | A punti         | Senza punti/Non class.  | Grassetto – Pole position Corsivo – Giro più veloce |
| Legenda | Squalificato | Ritirato | Non partito | Non qualificato | Solo prove/Terzo pilota | Grassetto – Pole position Corsivo – Giro più veloce |